# Hochschule Karlsruhe

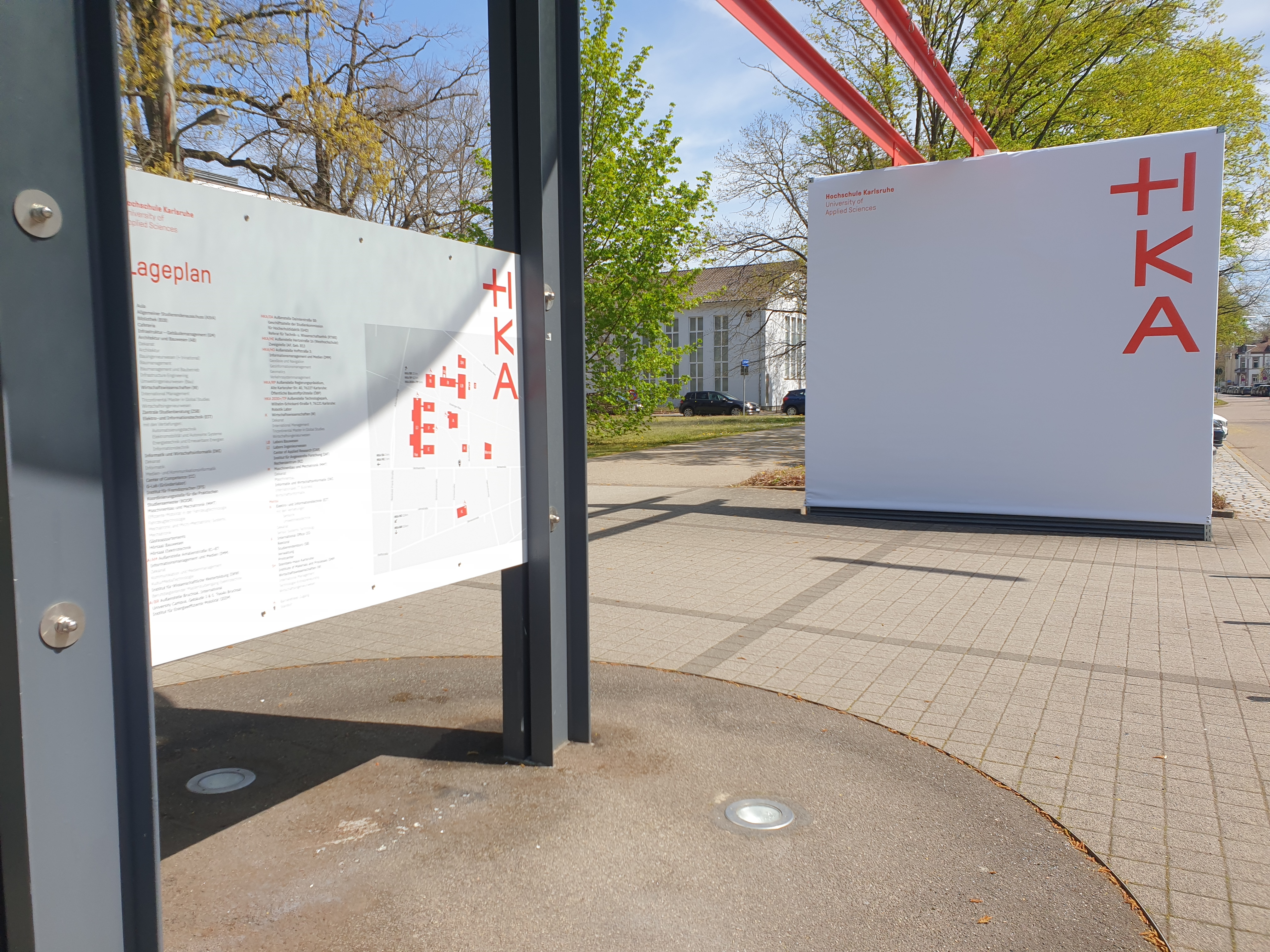
Portal der HKA

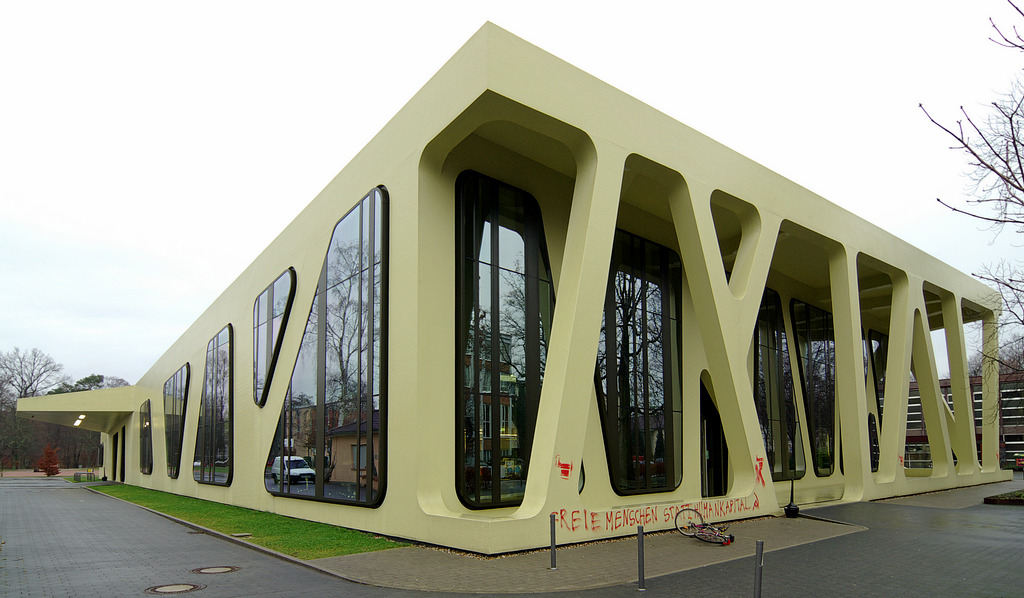
Mensa Moltke, 2007 nach einem Entwurf von Jürgen Mayer fertiggestellt.

Die Hochschule Karlsruhe (HKA) ist mit rund 6300 Studierenden die zweitgrößte staatliche Hochschule für angewandte Wissenschaften (Fachhochschule) in Baden-Württemberg (Stand: Sommersemester 2023). Sie ist Gründungsmitglied im 2022 errichteten Promotionsverband der Hochschulen für angewandte Wissenschaften Baden-Württemberg und Mitglied der INGENIUM European University.

## Das Studium
Die Studiengänge umfassen technisch-ingenieurwissenschaftliche, Informatik- und Wirtschafts- und bauspezifische Disziplinen und führen zu den Abschlüssen Bachelor und Master. Als erster berufsqualifizierender Abschluss lässt sich der Bachelor-Abschluss nach sieben Semestern Regelstudienzeit erwerben, der Master-Abschluss nach weiteren drei Semestern. Diese Abschlüsse wurden an der Hochschule Karlsruhe im Rahmen der Bologna-Reform seit 1999 eingeführt.
Teil des Studiums sind Laborübungen, praktische Studiensemester und Abschlussarbeiten, die meistens in einem externen Unternehmen angefertigt werden. In mehreren Studiengängen werden seit dem Jahr 2000 zunehmend Forschungsaktivitäten integriert, einige Studiengänge werden als forschungsorientiert angesehen.

## Fakultäten
An der Hochschule Karlsruhe gibt es folgende Fakultäten
- Architektur und Bauwesen
- Elektro- und Informationstechnik
- Informatik und Wirtschaftsinformatik
- Informationsmanagement und Medien
- Maschinenbau und Mechatronik
- Wirtschaftswissenschaften

## Internationale Kontakte
Die Hochschule verfügt weltweit über Kontakte zu circa 180 Partnerhochschulen sowohl in Nord-, Mittel- und Südamerika als auch in Südostasien, die zentral über das International Office gepflegt werden. Über Austauschprogramme sind Auslandssemester möglich.
Partnerschaften mit ausländischen Hochschulen dienen darüber hinaus zur Planung und Durchführung von internationalen Forschungsprojekten, und es werden Gastdozenten zu Vorlesungen eingeladen. Der Bachelorstudiengang Electrical Engineering and Information Technology und die Masterstudiengänge Sensor Systems Technology und Tricontinental Master in Global Studies werden vollständig, der Masterstudiengang Geomatics überwiegend auf Englisch als Unterrichtssprache durchgeführt. Zusammen mit Partnerhochschulen in Frankreich und in der Schweiz wird ferner der trinationale Bachelor- und Masterstudiengang Bauingenieurwesen angeboten, der neben einem deutschen zu einem französischen und einem schweizerischen Hochschulabschluss führt. Zahlreiche weitere internationale Doppel- oder Mehrfachabschlussprogramme auf Bachelor- oder Masterlevel werden in Kooperation mit Partnerhochschulen in Argentinien, Frankreich, Indien, Kanada, Malaysia, Schottland, Spanien und Taiwan angeboten.
Der viersemestrige ERASMUS-Mundus-Masterstudiengang Mechatronic and Micro-Mechatronic Systems (EU4M) startete erstmals zum Wintersemester 2008/09 und findet an drei europäischen Hochschulen in Spanien, Frankreich und Deutschland statt. Studierende können hier Kenntnisse in Mechatronik und Mikromechatronik vertiefen und Sprache und Kultur der anderen Länder erlernen.
2023 hat sich die HKA mit neun Partnerhochschulen in Bulgarien, Finnland, Frankreich, Griechenland, Irland, Italien, Rumänien, Schweden und Spanien zur INGENIUM European University zusammengeschlossen.

## Angewandte Forschung
Die Hochschule Karlsruhe ist in der Forschung die drittmittelstärkste Hochschule für angewandte Wissenschaften in Baden-Württemberg. Dabei stehen anwendungsnahe Forschungs- und Entwicklungsvorhaben im Mittelpunkt. Der Ausbau der praxisorientierten Forschung ist ein strategisches Ziel der Hochschule.
Im September 2019 wurde die efeuAkademie durch das Institut für Energieeffiziente Mobilität gestartet. Als Teil des EU-geförderten Leuchtturmprojekts efeuCampus stellt die efeuAkademie eine kommunikative Schnittstelle zwischen den Projektpartnern und der breiten Öffentlichkeit dar. Dazu bietet sie regelmäßige Informationsveranstaltungen an und präsentiert Lösungen zum Thema Smart City.
2020 konnte an der HKA auch das Baden-Württemberg Institut für Nachhaltige Mobilität eröffnet werden.

### Forschungsinstitute
An der Hochschule Karlsruhe gibt es folgende Forschungsinstitute:
- Institut für Angewandte Forschung
- Institut für Datenzentrierte Softwaresysteme
- Institute of Digital Economy and Venturing
- Institut für Digitale Materialforschung
- Institut für Energieeffiziente Mobilität
- Institut für Intelligente Interaktion und Immersive Erfahrung
- Institut Intelligent Systems Research Group
- Institut für Kälte-, Klima- und Umwelttechnik
- Institut für Lernen und Innovation in Netzwerken
- Institute of Materials and Processes
- Institut für Sensor- und Informationssysteme
- Institut für Robotik und Autonome Systeme
- Institut für Thermofluiddynamik
- Institut für Verkehr und Infrastruktur

## Kooperationen
Innerhalb der Technologieregion Karlsruhe kooperiert die Hochschule mit dem KIT (dem Zusammenschluss von Universität Karlsruhe (TH) und Forschungszentrum Karlsruhe), hier sind ein gemeinsames Graduiertenkolleg sowie die Anbindung der Fachbibliothek Hochschule Karlsruhe an die KIT-Bibliothek zu nennen. Enge Kontakte bestehen auch zum Fraunhofer-Institut für Optronik, Systemtechnik und Bildauswertung (IOSB, früher IITB) und der Bundesanstalt für Wasserbau in Karlsruhe.

## Geschichte
Die Hochschule weist eine lange Tradition auf. Ihre Entwicklung lässt sich an den jeweiligen Namen ablesen:
- 1878: Gründung als Großherzogliche Badische Baugewerkeschule
- 1919: Badische Höhere Technische Lehranstalt (Staatstechnikum)
- 1963: Staatliche Ingenieurschule Karlsruhe
- 1971: Fachhochschule Karlsruhe
- 1995: Fachhochschule Karlsruhe – Hochschule für Technik
- 2003: Fachhochschule Karlsruhe – Hochschule für Technik und Wirtschaft
- 2005: Hochschule Karlsruhe – Technik und Wirtschaft
- 2021: Hochschule Karlsruhe (University of Applied Sciences)[11]

## Persönlichkeiten

### Rektoren
Die Direktoren bzw. Rektoren der Hochschule Karlsruhe sowie ihrer Vorgängerinstitutionen Großherzogliche Badische Baugewerkeschule, Badische Höhere Technische Lehranstalt (Staatstechnikum), Staatliche Ingenieurschule Karlsruhe und Fachhochschule Karlsruhe:
- 1878 bis 1883: Wilhelm Bäumer
- 1883 bis 1919: Philipp Kircher
- 1919 bis 1922: Otto Schultz
- 1922 bis 1924 und 1928 bis 1929: Eugen Beck
- 1924 bis 1926: Bruno Paulsen
- 1926 bis 1928: Hugo Stadtmüller
- 1929 bis 1930: Adolf Eisenlohr
- 1930 bis 1945: Theodor Krauth
- 1946 bis 1947: Berthold Schmitt
- 1947 bis 1950: Karl Enderle
- 1950 bis 1951 und 1952 bis 1953: Karl Stehlin
- 1951 bis 1952: Siegfried Grantz
- 1953 bis 1968: Walther Huber
- 1968 bis 1980: Reinhold Glatz
- 1980 bis 1990: Hans-Dieter Müller
- 1990 bis 2005: Werner Fischer
- 2005 bis 2017: Karl-Heinz Meisel
- 2017 bis 2024: Frank Artinger
- seit 1. März 2024: Rose Marie Beck

### Dozenten
- Siegfried Bauer (1961–2018), Physiker
- Erasmus Caemmerer (1868– nach 1958), Elektroingenieur
- Sissi Closs (* 1954), Informatikerin
- Detlev Fischer (* 1950), Richter am Bundesgerichtshof, Lehrbeauftragter für Bürgerliches Recht
- Ernst Frietsch (1905–2001), Professor und Leiter der Abteilung Maschinenbau
- Peter A. Henning (* 1958), Physiker, Professor für Informatik, „Professor des Jahres 2007“, Landeslehrpreis Baden-Württemberg 2009.
- Dirk Hoffmann (* 1972), Informatiker
- Waleska Leifeld (* 19??), Architektin, Szenenbildnerin und Professorin
- Ludwig Levy (1854–1907), Architekt, Professor an der Baugewerkeschule Karlsruhe
- Britta Nestler, Mathematikerin, Landesforschungspreis Baden-Württemberg 2008, Landeslehrpreis Baden-Württemberg 2009
- Christian Pape, Informatiker
- Michael Rotert (* 1950), Wirtschaftsingenieur, Unternehmer und Internetpionier (Empfänger der ersten E-Mail in Deutschland)
- Erich Schelling (1904–1986), Architekt (u. a. Generalbebauungsplan für das Kernforschungszentrum Karlsruhe), studierte hier auch
- Gerd Schwandner (* 1951), Chirurg und Politiker, Professor für International Management & Marketing Strategies
- Karl Hermann Zahn (1865–1940), Botaniker, Professor für darstellende Geometrie, Chemie und Baustofflehre

### Absolventen
- Bernd Bechtold (* 1947), Unternehmer, 2003 zum Ehrensenator der Hochschule ernannt
- Patrick Glauner (* 1989), Informatiker und Hochschullehrer
- Alfred Haas (* 1950), Politiker, Landtagsabgeordneter für die CDU
- Ernst Keitel (1939–2014), Politiker, Landtagsabgeordneter für die CDU
- Günther Klotz (1911–1972), Ingenieur, ehemaliger Oberbürgermeister von Karlsruhe
- Andreas Lang (* 1979), Curler
- Georg Metzendorf (1874–1934), Architekt
- Anton Ohnmacht (1898–1984), Architekt
- Klaus Pohl (* 1960), Informatiker und Hochschullehrer
- Erwin Sack, Ingenieur, ehemaliger 1. Bürgermeister von Karlsruhe
- Heinz Schmitt (* 1951), Politiker, Bundestagsabgeordneter für die SPD

### Sonstige
- Wolfgang Eichler, Ingenieur, Ehrensenator der Hochschule Karlsruhe und Gründer der Alldos Eichler GmbH, Pfinztal
- Peter Fritz (* 1952), Kerntechniker, Mitglied im Hochschulrat der Hochschule Karlsruhe
- Erwin Vetter (* 1937), Politiker, Landtagsabgeordneter und Landesminister für die CDU, Kuratoriumsmitglied der Hochschule Karlsruhe
- Werner Möhle, Ehrenbürger[12]
- Richard Stober, Ehrenbürger[12]